# Васильев, Прокопий Петрович
Проко́пий Петро́вич Васи́льев (24 февраля 1908, Шуармучаш, Яранский уезд, Вятская губерния, Российская империя — 13 марта 1996, Волжск, Марий Эл, Россия) — марийский советский партийный и хозяйственный руководитель. Секретарь Марийского обкома ВКП(б) (1941), 1-й секретарь Куженерского (1938—1940), Сернурского (1940—1941), Новоторъяльского (1944—1949), Семёновского (1949—1952) районных комитетов Марийской АССР. Председатель колхоза им. С. М. Кирова Волжского района Марийской АССР (1955—1959), директор Волжского кирпичного завода (1960—1961). Член ВКП(б) с 1930 года. В годы Великой Отечественной войны —  начальник штаба 377-й стрелковой дивизии на Волховском фронте (1941—1942). Кавалер ордена Ленина (1946).

## Биография
Родился 24 февраля 1908 года в дер. Шуармучаш ныне Советского района Марий Эл в бедной крестьянской семье.
В 1930 году призван в РККА, принят в ряды ВКП(б). Окончил полковую школу политработников, в 1936 году — курсы марксизма-ленинизма в Горьком. В 1926—1935 годах был комсомольским работником в Оршанском районе Марийской автономной области. В 1936 году перешёл на партийную работу: инструктор, 3-й, 2-й, в 1938—1940 годах — 1-й секретарь Куженерского райкома ВКП(б) Марийской АССР. В 1940—1941 годах был 1-м секретарём Сернурского райкома ВКП(б) МАССР, в 1941 году — секретарём Марийского обкома ВКП(б) по лесу.
В августе 1941 года принят добровольцем в РККА. Участник Великой Отечественной войны: после окончания курсов политсостава комиссар, командир батареи на Волховском фронте, старший лейтенант, в сентябре 1942 года после тяжёлого ранения комиссован.
Во возвращении домой вновь вернулся на партийную работу: в 1944—1949 годах — 1-й секретарь Новоторъяльского, в 1949—1952 годах — Семёновского райкомов ВКП(б). В 1947 году окончил курсы при ЦК ВКП(б), в 1949 году — Новоторъяльское педагогическое училище. В 1953 году направлен в Волжский район Марийской АССР: в 1954—1955 годах — заместитель председателя райисполкома, в 1955-1959 годах — председатель колхоза им. С. М. Кирова, в 1960—1961 годах — директор кирпичного завода.
В 1947—1955 годах был депутатом Верховного Совета Марийской АССР 2 созывов.
Его многолетняя политическая деятельность отмечена орденами Ленина, «Знак Почёта», почётными грамотами Президиума Верховного Совета Марийской АССР (трижды).
Ушёл из жизни 13 марта 1996 года в г. Волжске Марий Эл.

## Награды
- Орден Ленина (1946)[1][2]
- Орден «Знак Почёта» (1951)[1][2]
- Орден Отечественной войны II степени (06.11.1947)[1][2]
- Орден Отечественной войны I степени (06.04.1985)[1][2]
- Медаль «За победу над Германией в Великой Отечественной войне 1941—1945 гг.»
- Юбилейная медаль «За доблестный труд. В ознаменование 100-летия со дня рождения Владимира Ильича Ленина»
- Почётная грамота Президиума Верховного Совета Марийской АССР (1944, 1946, 1968)[1][2]